# Corbeau
Pour l’article ayant un titre homophone, voir Corbo.
Pour les articles homonymes, voir Corbeau (homonymie) et Corbiau (homonymie).
Taxons concernés
Plusieurs espèces parmi les Corvidés
- principalement dans le genre Corvus
- dans le genre Coloeus
- dans le genre Pyrrhocoraxmodifier

Corbeau est un mot ambigu du langage courant qui peut, en français, désigner différents oiseaux à plumage noir, au bec fort, réputés charognards. Ce terme ne correspond pas à un niveau précis de la classification scientifique, mais englobe diverses espèces de Corvidés, confondant ainsi corbeaux, corneilles, choucas ou encore chocard et crave. Le plus souvent, toutefois, en disant « corbeau » les francophones font référence au Grand Corbeau (Corvus corax) ou au Corbeau freux (Corvus frugilegus).
Ce nom vernaculaire est aussi à la base de plusieurs noms normalisés ou de noms vulgaires utilisés dans la nomenclature scientifique en français de plusieurs espèces du genre Corvus.
Le petit du corbeau s'appelle un corbillat, tandis que la progéniture de la corneille s'appelle le cornillat.
Dans la culture populaire, le grand, charognard et noir corbeau est chargé de symboles.

## Étymologie et histoire du terme

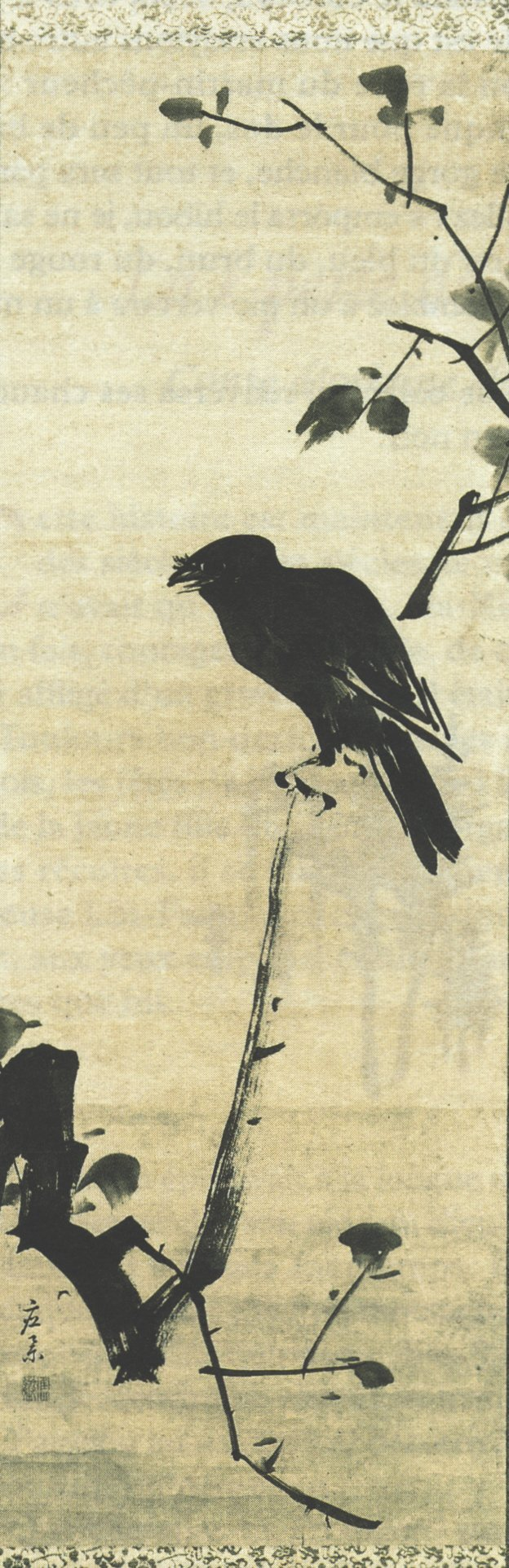
Corbeau sur une branche, Maruyama Ôkyo (1733-1795)

Le terme corbeau procède de l'ancien français corp (anglo-normand corf) dérivé avec le suffixe diminutif -el (cf. encorbellement) devenu -eau en français moderne. Corp est lui-même issu, par l'intermédiaire d'une variante non attestée *corbu, du latin corvus lequel sert à désigner le genre. Une forme ancienne de ce terme, encore utilisée dans les parlers de l'ouest de la France, est corbiau.
À partir de la période des migrations à la fin du Ve siècle, la racine germanique hram (« corbeau ») participe à la formation, dans la société franque, de prénoms et de patronymes d'origine germanique (Bertrand « le célèbre corbeau », Gontran « le corbeau guerrier », Audran « le vieux corbeau », Enguerrand « le corbeau messager »…), probablement sous l'influence de Hugin et Munin corbeaux de la mythologie nordique qui accompagnent Odin et sont les symboles de la sagesse,.

## Noms français et noms scientifiques correspondants

### Noms normalisés
Liste alphabétique des corvidés portant précisément ce terme dans leur nom normalisé d'après la Commission internationale des noms français des oiseaux (CINFO).
- Corbeau à collier – Corvus torquatus
- Corbeau à cou blanc – Corvus cryptoleucus
- Corbeau à gros bec – Corvus macrorhynchos
- Corbeau à nuque blanche – Corvus albicollis
- Corbeau à queue courte – Corvus rhipidurus
- Corbeau brun – Corvus ruficollis
- Corbeau calédonien – Corvus moneduloides
- Corbeau corbivau – Corvus crassirostris
- Corbeau d'Australie – Corvus coronoides
- Corbeau d'Édith – Corvus edithae
- Corbeau de Levaillant – Corvus levaillantii
- Corbeau de Tasmanie – Corvus tasmanicus
- Corbeau de Torres – Corvus orru
- Corbeau des Bismarck – Corvus insularis
- Corbeau du désert – Corvus bennetti
- Corbeau familier – Corvus splendens
- Corbeau freux – Corvus frugilegus
- Corbeau indien – Corvus culminatus
- Corbeau pie – Corvus albus
- Grand corbeau – Corvus corax
- Petit Corbeau – Corvus mellori

### Divers
Liste alphabétique des noms vernaculaires ou noms normalisés obsolètes désignant aussi des corbeaux.
- Corbeau de Rowley – sous-espèce du Corbeau de Tasmanie (syn. Corvus boreus)
- Corbeau champêtre – voir Corbeau de Rowley

Voir aussi les oiseaux du genre Pyrrhocorax, chocard et crave.

## Physiologie, comportement et écologie
Les caractéristiques générales des corbeaux sont celles du genre Corvus, avec des nuances pour chaque espèce : voir les articles détaillés pour plus d'informations sur leur description ou leur mode de vie.
Souvent considérés par les autorités comme des prédateurs nuisibles capables de menacer les populations de certaines espèces d'oiseaux sauvages ou domestiques, ils sont l'objet de campagnes d'élimination (par tirs, piégeage). Pourtant, l'effet de la prédation de ces corvidés sur leurs proies potentielles est globalement limité.
Il est à noter qu'une certaine espèce de corbeau, le corbeau calédonien, possède des capacités rarement observées dans le règne animal. Cette espèce est en effet capable de fabriquer et d'utiliser des outils.

### La transmission des maladies
En raison de son alimentation parfois peu saine, le corbeau peut être porteur de certains agents pathogènes entériques susceptibles de provoquer des maladies diarrhéiques chez l'humain. Il peut aussi, comme la plupart des oiseaux, être le vecteur de la psittacose.

## La chasse au corbeau
Les tenants de leur chasse justifient la destruction des corbeaux par une nécessité. Ils évoquent soit la destruction du gibier ou des récoltes, soit la transmission de maladies, soit la compétition avec d’autres espèces. Dans leur milieu naturel, les corbeaux ont en réalité surtout un rôle de charognard et ils limitent de ce fait la transmission de nombreuses maladies.
Les sociétés humaines ont par contre souvent déstabilisé l’environnement des corbeaux en pratiquant la monoculture, l’élevage intensif, et les décharges à ciel ouvert.

### Le matériel de chasse aux corvidés

#### Les appeaux à corbeaux
Il s'agit d'un sifflet qui imite le cri du corbeau.

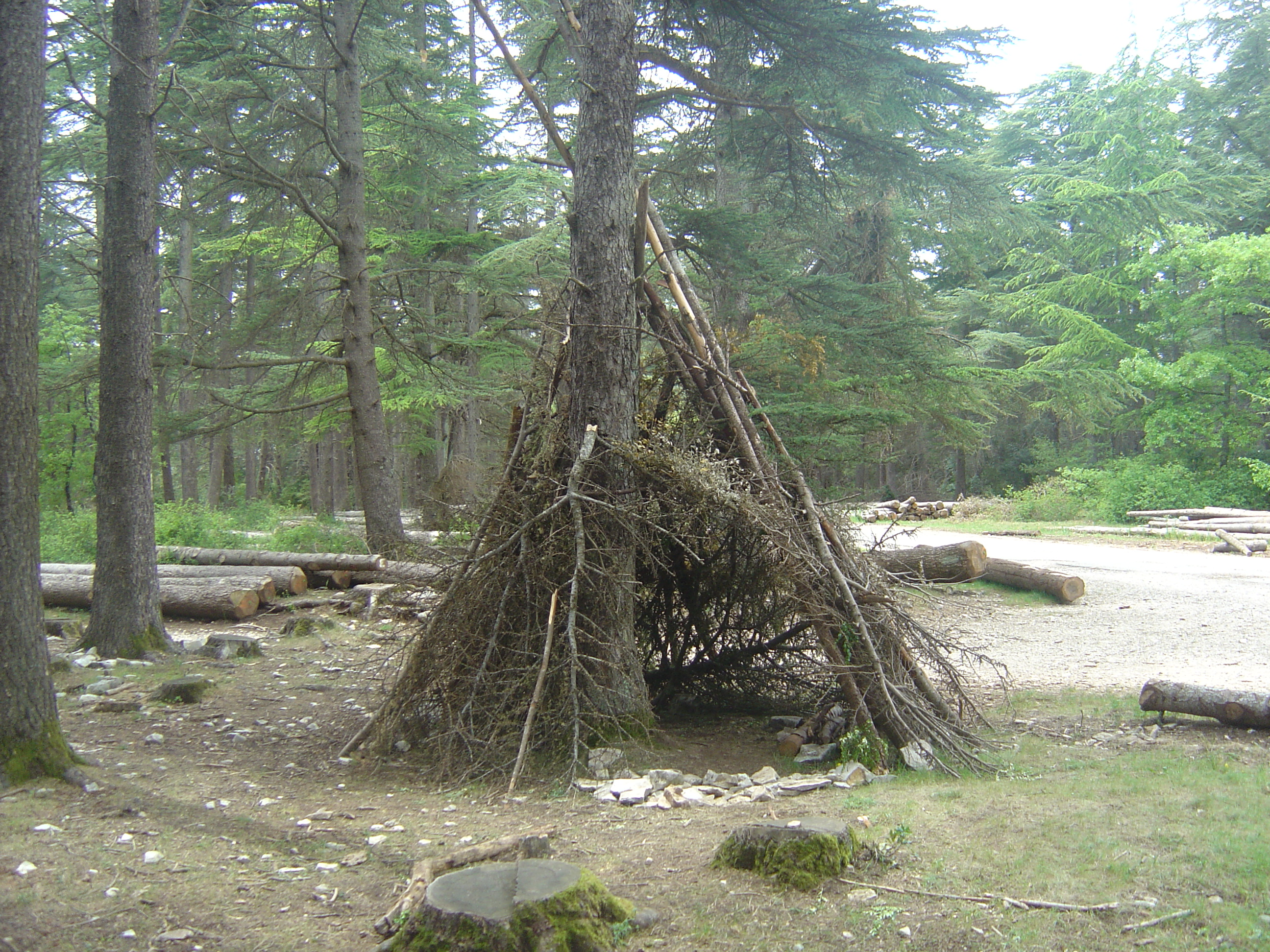
affut cédraie

#### L'affût
Il s'agit du camouflage, il doit se fondre au mieux dans l'environnement pour ne pas se faire repérer par les corvidés.

### Statut juridique et loi sur la chasse au corbeau
De nombreuses versions de la législation ont été abrogées depuis le 4 novembre 1989. Le corbeau ne peut plus être tiré dans le nid, et la destruction du corbeau freux nécessite désormais un accord préfectoral.
Ancien décret no 88-940 du 30 septembre 1988 - art. 1 JORF 2 octobre 1988 : « Après avoir pris l'avis du conseil général, le préfet d'un département où des ravages seraient occasionnés aux récoltes par des corbeaux ou des pies, aura le droit d'ordonner la destruction des nids de ces oiseaux nuisibles. »
Ancien décret no 88-940 du 30 septembre 1988 - art. 1 JORF 2 octobre 1988 : « Cette destruction sera faite par tout propriétaire, fermier, locataire, métayer, usufruitier ou usager des terrains où sont les arbres portant les nids et suivant les conditions imposées par la loi du 24 décembre 1888 concernant la destruction des insectes, des cryptogames et autres végétaux nuisibles à l'agriculture. »
Ancien décret no 88-940 du 30 septembre 1988 - art. 1 JORF 2 octobre 1988 : « Dans chaque département, la destruction au fusil des pies et des corbeaux sera réglementée par le préfet, dans son arrêté sur la police de la chasse, après avis du conseil général. »
Les corbeaux sont des alliés écologiques. En effet, en stockant les graines desquelles ils se nourrissent, les corbeaux favorisent naturellement le reboisement. Ils détruisent également bon nombre d’insectes et de rongeurs indésirables pour l'humain, car se nourrissant des récoltes, comme les campagnols et autres petits mammifères. Charognards, les corbeaux permettent de plus de limiter la propagation de maladies, en se débarrassant des carcasses d'animaux morts.

## Dans la culture

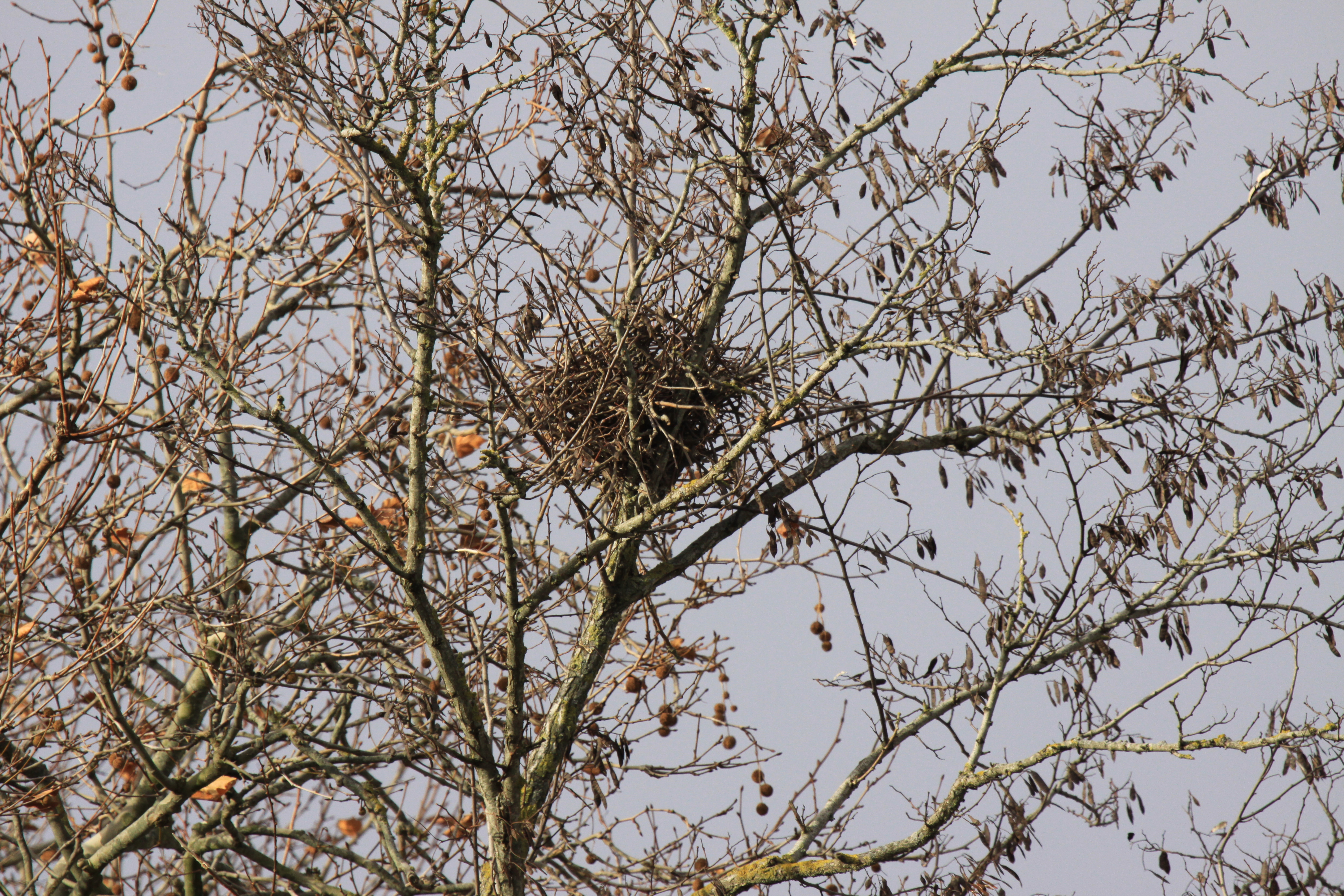
Un nid de corbeau freux au sommet d'un grand arbre

Le corbeau est un oiseau réputé pour sa grande longévité (qui pourrait dépasser trente ans), son intelligence et son organisation sociale qui semblent très supérieures à la moyenne des oiseaux. Il n'a quasiment jamais été chassé, sauf dans les périodes de grande famine, sa chair étant considérée comme immangeable, sauf après une très longue cuisson.

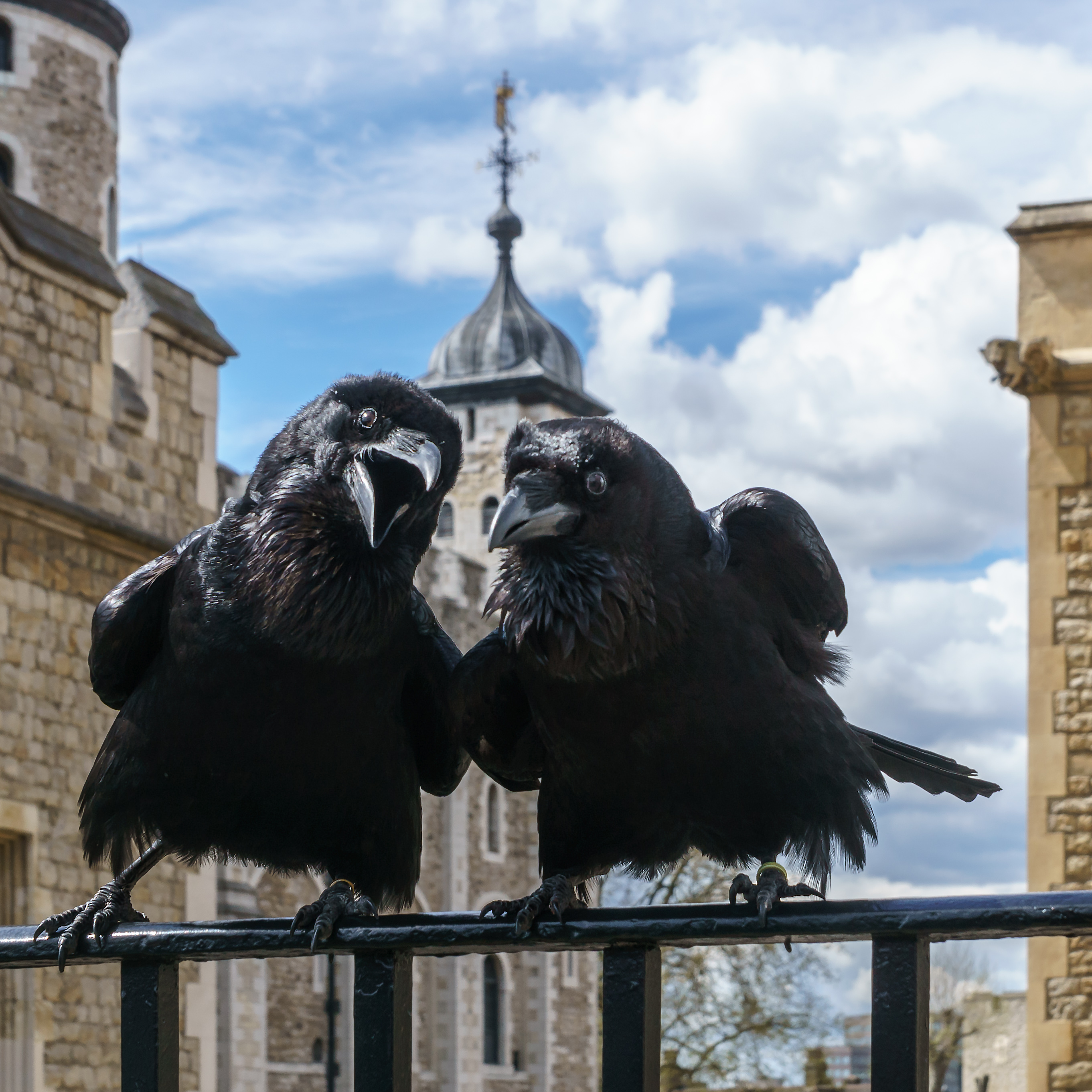
Les corbeaux de la Tour de Londres

L'intelligence des corbeaux correspond à celle d'un enfant de deux à cinq ans. Ils sont capables de communiquer par signes et ont un intérêt pour les jeux. Ils sont également capables d’empathie pour les autres.
Du fait du comportement charognard de ces espèces, le corbeau a aujourd'hui mauvaise réputation en Occident. Ceci n'a pas toujours été le cas puisque Hugin et Munin, deux grands corbeaux dans les mythologies nordiques étaient les messagers du dieu Odin. Dans la mythologie amérindienne, le Grand Corbeau est à l'origine de la création du monde et est le protecteur des humains. En France, le corbeau est un surnom employé dans le jargon judiciaire et médiatique pour désigner l'auteur d’une lettre anonyme, appelé en langage spécialisé un anonymographe.
En architecture, le corbeau a donné son nom à l'élément de console, le « corbeau », ainsi que l'encorbellement, qui lui est associé, tous deux issus de l'ancien français corbel. Placés en couronnement d'un mur, ils rappellent le comportement de l'oiseau qui se percherait au-dessus d'un mur.[réf. nécessaire]